# Qualificazioni alla CONCACAF Women's Championship 2022
Le qualificazioni alla CONCACAF Women's Championship 2022 consistono in sfide tra le nazionali femminili maggiori delle associazioni membri della CONCACAF per decidere le squadre partecipanti alla CONCACAF Women's Championship 2022. Le partite di qualificazione si svolgono a febbraio e aprile 2022. Un totale di sei squadre nella competizione di qualificazione avanzeranno al torneo finale unendosi a Canada e Stati Uniti qualificate d'ufficio. La CONCACAF Women's Championship 2022 funge da qualificazione al campionato mondiale femminile di calcio 2023 in Australia e Nuova Zelanda e al torneo di calcio alle Olimpiadi estive 2024 in Francia.

## Regolamento
Un totale di 30 nazionali partecipano alle qualificazioni, con Canada e Stati Uniti qualificate automaticamente per la fase finale essendo le due squadre con il punteggio più alto nella classifica mondiale femminile FIFA di agosto 2020.
Le qualificazioni si tengono a febbraio e aprile 2022. Le squadre sono state suddivise in sei gironi da cinque e disputano due partite in casa e due in trasferta in un unico girone all'italiana. Le sei vincitrici dei gironi accederanno alla fase finale.

### Classifica generale
Le squadre vengono classificate in base ai punti (3 punti a vittoria, 1 a pareggio e 0 a sconfitta). Le classifiche delle squadre in ciascun girone sono determinate come segue:
1. maggiore numero di punti;
2. migliore differenza reti;
3. maggiore numero di gol segnati.

Se due o più squadre sono uguali sulla base dei tre criteri di cui sopra, la classifica sarà determinata come segue:
1. maggior numero di punti negli scontri diretti (classifica avulsa);
2. miglior differenza reti negli scontri diretti (classifica avulsa);
3. maggior numero di reti segnate negli scontri diretti (classifica avulsa);
4. miglior condotta fair play, ovvero minor numero di punti di penalizzazione nella classifica fair play così calcolata:
5. sorteggio.

## Sorteggio dei gruppi
Il sorteggio delle qualificazioni si è svolto il 21 agosto 2021, alle 15:00 EDT a Miami, in Florida. Le 30 nazionali sono state divise in base alla classifica mondiale femminile FIFA di giugno 2021. Le prime sei squadre della classifica sono state pre-classificate e assegnate automaticamente alla posizione 1 in ordine dal gruppo A a F. Le squadre rimanenti sono state poste nelle fasce da 1 a 4 in base alla classifica, con ciascuna fascia contenente sei squadre.
| Pre-classificate | Fascia 1                                                                                                  | Fascia 2 | Fascia 3 | Fascia 4 |
| --- | --- | --- | --- | --- |
| - Messico (28) (A1) - Costa Rica (36) (B1) - Giamaica (51) (C1) - Panama (60) (D1) - Haiti (62) (E1) - Trinidad e Tobago (70) (F1) | - Guatemala (80) - Guyana (88) - Cuba (89) - Porto Rico (107) - Rep. Dominicana (110) - El Salvador (113) | - Honduras (117) - Nicaragua (118) - Suriname (129) - Saint Kitts e Nevis (134) - Barbados (138) - Bermuda (139) | - Saint Vincent e Grenadine (146) - Dominica (148) - Grenada (151) - Isole Vergini Americane (155) - Belize (158) - Antigua e Barbuda (160) | - Curaçao (162) - Aruba (165) - Anguilla (NC) - Isole Vergini Britanniche (NC) - Isole Cayman (NC) - Turks e Caicos (NC) |

## Fase a gironi

### Gruppo A
| Squadra           | Pt | G | V | P | S | GF | GS | DR  |
| ----------------- | -- | - | - | - | - | -- | -- | --- |
| Messico           | 12 | 4 | 4 | 0 | 0 | 34 | 0  | +34 |
| Porto Rico        | 9  | 4 | 3 | 0 | 1 | 15 | 6  | +9  |
| Suriname          | 6  | 4 | 2 | 0 | 2 | 10 | 12 | -2  |
| Antigua e Barbuda | 3  | 4 | 1 | 0 | 3 | 2  | 17 | -15 |
| Anguilla          | 0  | 4 | 0 | 0 | 4 | 0  | 26 | -26 |

| Arbitro: | Odette Hamilton |

|                                            |           |  |
| C. Torres 15’, 45’ Suárez 22’ Socarrás 51’ | Marcatori |  |

| Arbitro: | Myriam Marcotte |

| |           |  |
| Mayor 9’ Martínez 24’, 33’ Ondaan 45+2’ (aut.) García 48’ Bernal 62’ Jaramillo 75’ Reyes 88’ Cervantes 89’ | Marcatori |  |

| Arbitro: | Francia González |

|  |           | |
|  | Marcatori | 7’ (aut.) S. Richardson 37’, 57’, 64’, 71’ Socarrás 39’ (aut.) Carty 42’, 90+1’ Driesse 75’ (rig.) Suárez |

| Arbitro: | Ekaterina Koroleva |

|  |           | |
|  | Marcatori | 24’, 33’ (rig.) Mayor 27’ Bernal 43’ Cervantes 61’ Martínez 64’ Reyes 76’ Jaramillo 90+6’ Delgadillo |

| Arbitro: | Mayary Cartagena |

|                                                            |           |  |
| van Ommeren 25’, 38’, 49’ Lantveld 57’ Banarsie 61’ (rig.) | Marcatori |  |

| Arbitro: | Natalie Simon |

|            |           |  |
| Jacobs 27’ | Marcatori |  |

| Arbitro: | Marjorie Ponce |

|                          |           |  |
| Driesse 17’ Aguilera 66’ | Marcatori |  |

| Arbitro: | Mirian León |

|  |           | |
|  | Marcatori | 3’, 9’, 56’ Cervantes 15’ Reyes 39’ Mayor 53’ Montero 57’, 68’ Ordóñez 63’ López 75’ (rig.), 88’ Martínez |

| Arbitro: | Melissa Borjas |

|                                                                                    |           |                   |
| van Ommeren 27’ (rig.) Lantveld 34’ (rig.) Patra 36’ Ondaan 68’ Piqué 90+4’ (rig.) | Marcatori | 84’ (rig.) Jacobs |

| Arbitro: | Marianela Araya |

|                                                                       |           |  |
| Ovalle 13’, 51’ Martínez 15’ Delgadillo 19’ Ordóñez 55’ Sánchez 90+1’ | Marcatori |  |

### Gruppo B
| Squadra                 | Pt | G | V | P | S | GF | GS | DR  |
| ----------------------- | -- | - | - | - | - | -- | -- | --- |
| Costa Rica              | 12 | 4 | 4 | 0 | 0 | 22 | 0  | +22 |
| Saint Kitts e Nevis     | 9  | 4 | 3 | 0 | 1 | 13 | 9  | +4  |
| Guatemala               | 6  | 3 | 2 | 0 | 2 | 16 | 7  | +9  |
| Curaçao                 | 3  | 4 | 1 | 0 | 3 | 2  | 15 | -13 |
| Isole Vergini Americane | 0  | 4 | 0 | 0 | 4 | 0  | 22 | -22 |

| Arbitro: | Tori Penso |

|                                                                                           |           |  |
| Ramírez 25’, 43’ Álvarez 44’, 50’ Solórzano 49’, 66’ Texaj 56’ Monterroso 70’ Herrera 79’ | Marcatori |  |

| Arbitro: | Diana Pérez Borja |

| |           |  |
| Benavides 16’, 54’ P. Chinchilla 45’ Venegas 45+3’ R. Rodríguez 58’ G. Villalobos 60’ Alvarado 90+7’ (rig.) | Marcatori |  |

| Arbitro: | Karitza Guerra |

|  |           |                                                                             |
|  | Marcatori | 8’ G. Aguilar 32’, 40’ Monterroso 63’ Álvarez 84’ (rig.) Cruz 89’ Contreras |

| Arbitro: | Katia García |

|  |           |                                                                                    |
|  | Marcatori | 5’ (rig.) Alvarado 17’, 44’ R. Rodríguez 24’ Venegas 65’ Herrera 69’ F. Villalobos |

| Arbitro: | Mirian León |

|                                                     |           |           |
| Stokes 2’ Browne 7’ Lawrence 23’, 56’ Claxton 90+3’ | Marcatori | 5’ Hansen |

| Arbitro: | Carissa Douglas-Jacob |

|  |           |            |
|  | Marcatori | 23’ Tokaay |

| Arbitro: | Priscila Pérez Borja |

|          |           |                                        |
| Cruz 49’ | Marcatori | 20’ (rig.) Bailey-Williams 71’ Claxton |

| Arbitro: | Carly Marissa Shaw-MacLaren |

|  |           |                                              |
|  | Marcatori | 22’, 28’, 64’ R. Rodríguez 57’ P. Chinchilla |

| Arbitro: | Neressa Goldson |

|                                                                     |           |  |
| Stokes 21’ Uddenberg 51’ Springer 57’ Claxton 65’ Browne 77’ (rig.) | Marcatori |  |

| Arbitro: | Odette Hamilton |

|                                                          |           |  |
| P. Chinchilla 5’, 64’ Salas 29’ Granados 52’ S. Cruz 85’ | Marcatori |  |

### Gruppo C
| Squadra         | Pt | G | V | P | S | GF | GS | DR  |
| --------------- | -- | - | - | - | - | -- | -- | --- |
| Giamaica        | 12 | 4 | 4 | 0 | 0 | 24 | 2  | +22 |
| Rep. Dominicana | 9  | 4 | 3 | 0 | 1 | 15 | 5  | +10 |
| Bermuda         | 6  | 4 | 2 | 0 | 2 | 11 | 6  | +5  |
| Isole Cayman    | 3  | 4 | 1 | 0 | 3 | 2  | 19 | -17 |
| Grenada         | 0  | 4 | 0 | 0 | 4 | 1  | 23 | -22 |

| Arbitro: | Tatiana Guzmán |

|                                                                            |           |  |
| Oviedo 4’, 12’, 52’ Heyaime 6’ Lareo 9’, 68’ Kara 49’ Santa 81’ Vargas 86’ | Marcatori |  |

| Arbitro: | Astrid Gramajo |

|                                      |           |  |
| Brown 21’ Carter 30’ Shaw 80’, 90+3’ | Marcatori |  |

| Arbitro: | Crystal Sobers |

|  |           |                                                    |
|  | Marcatori | 21’ (rig.) Lareo 40’ Oviedo 66’ Santa 74’ Dionicio |

| Arbitro: | Priscila Pérez Borja |

|           |           |                                                      |
| Frank 52’ | Marcatori | 28’ Cameron 42’, 55’ Brown 45+5’, 90’ Shaw 73’ Keene |

| Arbitro: | Cecile Hinds |

|                                                      |           |  |
| Nesbeth 8’, 90+3’ Christopher 25’, 40’, 55’ Dill 66’ | Marcatori |  |

| Arbitro: | Tori Penso |

|  |           |                       |
|  | Marcatori | 53’ Windsor 86’ Godet |

| Arbitro: | Smeedly Saint-Jean |

|          |           |  |
| Kara 87’ | Marcatori |  |

| Arbitro: | Melissa Borjas |

|  |           |                                                                                |
|  | Marcatori | 7’, 16’, 17’ Carter 12’ (aut.) Phillips 14’ Brown 54’, 56’, 65’ Shaw 88’ McCoy |

| Arbitro: | Lizzet García |

|                                                               |           |  |
| Nesbeth 10’, 56’, 73’ (rig.) Christopher 23’ (rig.) Davis 78’ | Marcatori |  |

| Arbitro: | Tatiana Guzmán |

|                                                  |           |              |
| Brown 16’ Carter 40’ Cameron 60’ Shaw 79’, 90+3’ | Marcatori | 24’ González |

### Gruppo D
| Squadra     | Pt | G | V | P | S | GF | GS | DR  |
| ----------- | -- | - | - | - | - | -- | -- | --- |
| Panama      | 12 | 4 | 4 | 0 | 0 | 24 | 0  | +24 |
| El Salvador | 9  | 4 | 3 | 0 | 1 | 15 | 3  | +12 |
| Belize      | 4  | 4 | 1 | 1 | 2 | 4  | 15 | -11 |
| Barbados    | 3  | 4 | 1 | 0 | 3 | 3  | 11 | -8  |
| Aruba       | 1  | 4 | 0 | 1 | 3 | 3  | 20 | -17 |

| Arbitro: | Natalie Simon |

|                                                           |           |  |
| López 4’ Rodríguez 23’, 45+1’, 67’ Cerén 55’ K. Reyes 75’ | Marcatori |  |

| Arbitro: | Melissa Borjas |

|                                                                      |           |  |
| Pinzón 41’ (rig.) Riley 45+1’, 47’ Batista 84’ (rig.) Castillo 90+5’ | Marcatori |  |

| Arbitro: | Marjorie Ponce |

|             |           |                                                                              |
| Herasme 90’ | Marcatori | 56’ Cerén 65’, 66’, 90+3’ López 70’ Sánchez 80’ García 90+2’ (rig.) K. Reyes |

| Arbitro: | Neressa Goldson |

|  |           |                                                                                      |
|  | Marcatori | 11’ (rig.) Pinzón 16’, 71’ Mills 25’ (rig.), 36’, 86’ Cedeño 45’ De León 52’ Fuentes |

| Arbitro: | Carly Shaw-MacLaren |

|                                                         |           |             |
| Toppin-Herbert 4’ Cyrus 34’ (rig.) Burnett-Griffith 90’ | Marcatori | 68’ Susanna |

| Arbitro: | Merlin Soto |

|                   |           |                    |
| Bowden 33’ (rig.) | Marcatori | 24’ (rig.) Susanna |

| Arbitro: | Saphire Stockman |

|                          |           |  |
| López 1’ Yard 16’ (aut.) | Marcatori |  |

| Arbitro: | Diana Pérez Borja |

|  |           |                                                                                          |
|  | Marcatori | 8’, 19’, 45’ Batista 30’ Riley 34’ Rangel 44’ (rig.), 64’ Cox 55’ Hernández 68’ Leonards |

| Arbitro: | Tori Penso |

|  |           |                               |
|  | Marcatori | 38’ Casimiro 55’, 90+4’ Brown |

| Arbitro: | Ekaterina Koroleva |

|                       |           |  |
| De León 65’ Riley 78’ | Marcatori |  |

### Gruppo E
| Squadra                   | Pt | G | V | P | S | GF | GS | DR  |
| ------------------------- | -- | - | - | - | - | -- | -- | --- |
| Haiti                     | 12 | 4 | 4 | 0 | 0 | 44 | 0  | +44 |
| Cuba                      | 7  | 4 | 2 | 1 | 1 | 17 | 6  | +11 |
| Honduras                  | 7  | 4 | 2 | 1 | 1 | 6  | 7  | -1  |
| Saint Vincent e Grenadine | 3  | 4 | 1 | 0 | 3 | 6  | 17 | -11 |
| Isole Vergini Britanniche | 0  | 4 | 0 | 0 | 4 | 1  | 44 | -43 |

| Arbitro: | Smeedly Saint-Jean |

|                               |           |  |
| Lee 19’ Moreno 35’ Peláez 74’ | Marcatori |  |

| Arbitro: | Danielle Chesky |

|                                                                     |           |  |
| Surpris 15’ K. Louis 20’ B. Louis 33’ (rig.) Borgella 42’ Jeudy 56’ | Marcatori |  |

| Arbitro: | Miranada Cibeles |

|  |           | |
|  | Marcatori | 10’, 23’, 45’ Peláez 26’, 32’, 39’, 56’, 63’, 83’ Lee 57’, 79’ Valdez 68’ Pérez 77’ Palma 87’ Núñez |

| Arbitro: | Suleimy Linares |

|  |           | |
|  | Marcatori | 20’, 51’, 76’, 90’ Borgella 22’ Jeudy 34’ (rig.) K. Louis 44’, 65’ Pierre-Jerome 61’ Moryl 80’ Surpris 81’ Éloissaint |

| Arbitro: | Lizzet García |

|                                            |           |  |
| Díaz 27’ Moncada 47’ Haylock 75’ López 77’ | Marcatori |  |

| Arbitro: | Crystal Sobers |

|                                                                     |           |                     |
| A. Richards 7’ Hooper 14’ Wyllie 33’ Delpeche 66’ K. Richards 90+3’ | Marcatori | 61’ (aut.) Richards |

| Santiago di Cuba 8 aprile 2022, ore 15:00 UTC-5 | Cuba            | 0 – 0 referto | Honduras | Estadio Antonio Maceo\| Arbitro: \| Karen Hernández \| |
| Arbitro:                                        | Karen Hernández |               |          |                                                        |

| Arbitro: | Mayary Cartagena |

|  |           | |
|  | Marcatori | 4’, 21’, 22’, 45’ Borgella 6’ Etienne 8’, 11’, 32’Dumornay 33’, 39’, 42’, 58’, 89’ B. Louis 51’ Mondésir 63’, 73’, 79’ Éloissant 77’ (rig.) K. Louis 84’, 87’, 90’ Saint-Félix |

| Arbitro: | Myriam Marcotte |

|                               |           |              |
| Haylock 26’ García 53’ (rig.) | Marcatori | 45+2’ Creese |

| Arbitro: | Katia García |

|                                                                            |           |  |
| Mondésir 23’ Borgella 53’ (rig.) Dumornay 64’ B. Louis 72’ Mena 88’ (aut.) | Marcatori |  |

### Gruppo F
| Squadra           | Pt | G | V | P | S | GF | GS | DR  |
| ----------------- | -- | - | - | - | - | -- | -- | --- |
| Trinidad e Tobago | 10 | 4 | 3 | 1 | 0 | 19 | 3  | +16 |
| Guyana            | 8  | 4 | 2 | 2 | 0 | 13 | 2  | +11 |
| Nicaragua         | 7  | 4 | 2 | 1 | 1 | 30 | 2  | +28 |
| Dominica          | 3  | 4 | 1 | 0 | 3 | 8  | 17 | -9  |
| Turks e Caicos    | 0  | 4 | 0 | 0 | 4 | 1  | 47 | -46 |

| Arbitro: | Katia García |

|                                                       |           |  |
| Alfred 17’ Vincent 26’ Cummings 35’ Stoute 63’ (aut.) | Marcatori |  |

| Arbitro: | Lizzet García |

|                          |           |                 |
| James 17’ Ka. Forbes 64’ | Marcatori | 90+5’ Y. Flores |

| Arbitro: | Karen Hernández |

|  |           |                                                             |
|  | Marcatori | 10’, 40’ Hazlewood 30’, 72’ Baptiste 48’, 61’, 84’ El-Masri |

| Arbitro: | Mayary Cartagena |

|  |           |                       |
|  | Marcatori | 31’ James 58’ Serrant |

| Arbitro: | Annays Rosario |

| |           |  |
| Aguirre 7’ Pérez 13’, 45’ Y. Flores 17’, 25’, 47’, 55’, 64’, 66’ Humphreys 33’ Rivera 39’ Moreno 50’ Orellana 51’ S. Flores 57’ Márquez 71’ N. Silva 76’ Hernández 79’ Gilday 90’, 90+1’ | Marcatori |  |

| Arbitro: | Astrid Gramajo |

|                                                                                     |           |               |
| K. Samuel 11’ Humphreys 32’, 46’, 48’ S. Finn 33’, 40’ Bertrand 84’ Riah Philip 90’ | Marcatori | 45+2’ Delphin |

| Leonora 8 aprile 2022, ore 20:00 UTC-4 | Guyana         | 0 – 0 referto | Nicaragua | National Track and Field Leonora\| Arbitro: \| Sandra Benítez \| |
| Arbitro:                               | Sandra Benítez |               |           |                                                                  |

| Arbitro: | Annays Rosario |

|  |           | |
|  | Marcatori | 6’, 17’, 82’ Ralph 14’ Hutchinson 33’, 45’ Ka. Forbes 35’ Stoute 41’ Hinds 49’, 66’ Matouk 72’ (rig.), 86’ Campbell 75’ Serrant |

| Arbitro: | Karitza Guerra |

| |           |  |
| Y. Flores 2’, 19’, 31’, 53’ Rivera 14’ Gilday 25’ Hernández 49’ N. Silva 58’ Humphreys 71’ M. Silva 87’ | Marcatori |  |

| Arbitro: | Francia González |

|                                 |           |                   |
| James 48’ (rig.) Hutchinson 90’ | Marcatori | 45’, 82’ Cummings |

## Statistiche

### Classifica marcatrici
11 reti
- Roselord Borgella

- Yessenia Flores

9 reti
- Khadija Shaw

8 reti
- Batcheba Louis

7 reti
- Yeranis Lee

6 reti
- Raquel Rodríguez

- Katty Martínez

5 reti
- Nia Christopher
- Leilanni Nesbeth
- Yoselyn López

- Trudi Carter
- Jody Brown

- Alicia Cervantes
- Karina Socarrás

4 reti
- Priscila Chinchilla
- Rachel Peláez
- Alyssa Oviedo

- Melchie Dumornay
- Roseline Éloissaint
- Stephany Mayor

- Laurie Batista
- Karla Riley
- Ravalcheny van Ommeren

3 reti
- Manuela Lareo
- Starr Humphreys
- Mara Rodríguez
- María Monterroso
- Andrea Álvarez
- Sydney Cummings
- Mariam El-Masri

- Kethna Louis
- Mikerline Saint-Félix
- Diana Ordóñez
- Maricarmen Reyes
- Jaclyn Gilday
- Lineth Cedeño

- Nickolette Driesse
- Phoenetia Browne
- Jahzara Claxton
- Karyn Forbes
- Asha James
- Chelcy Ralph

2 reti
- Kai Jacobs
- Vanessa Susanna
- Jayda Brown
- Mariana Benavides
- Katherine Alvarado
- Carolina Venegas
- Eliane Valdez
- Winifer Santa
- Vanessa Kara
- Sari Finn
- Brenda Cerén
- Karen Reyes
- Leslie Ramírez
- Aisha Solórzano
- Celsa Cruz

- Cameo Hazlewood
- Hannah Baptiste
- Nérilia Mondésir
- Sherly Jeudy
- Chelsea Surpris
- Milan Pierre-Jerome
- Kendra Haylock
- Tiffany Cameron
- Rebeca Bernal
- Myra Delgadillo
- Carolina Jaramillo
- Lizbeth Ovalle
- Kesly Pérez
- Yorcelly Humphreys
- Lilieth Rivera

- Nathaly Silva
- Reyna Hernández
- Yomira Pinzón
- Marta Cox
- Yerenis De León
- Natalia Mills
- Cristina Torres
- Laura Suárez
- Brittney Lawrence
- Ellie Stokes
- Andaya Lantveld
- Raenah Campbell
- Lauryn Hutchinson
- Maya Matouk
- Maria-Frances Serrant

1 rete
- Kiomy Luperon Herasme
- Mikhaila Bowden
- Shendra Casimiro
- Soraya Toppin-Herbert
- Rianna Cyrus
- Cheyanna Burnett-Griffith
- Victoria Davis
- Keunna Dill
- Shayana Windsor
- Neesah Godet
- Gloriana Villalobos
- Melissa Herrera
- Fabiola Villalobos
- María Salas
- Cristin Granados
- Shirley Cruz
- Laura Moreno
- María Pérez
- Yerly Palma
- Eunises Núñez
- Taïsha Hansen
- Riesmarli Tokaay
- Daphne Heyaime
- Giovanna Dionicio
- Kathrynn González
- Angelina Vargas
- Kasika Samuel

- Kylee Bertrand
- Briyanna Riah Philip
- Victoria Sánchez
- Stephanie García
- Roneisha Frank
- Vivian Herrera
- Elisa Texaj
- Gloria Aguilar
- María Contreras
- Shanice Alfred
- Annalisa Vincent
- Maudeline Moryl
- Danielle Etienne
- Kimberly Díaz
- Linda Moncada
- Gabriela García
- Kimberly López
- Kayla McCoy
- Alika Keene
- Diana García
- Casandra Montero
- Jimena López
- María Sánchez
- Jansy Aguirre
- Jansy Aguirre
- Lisbeth Moreno

- Natalie Orellana
- Sheyla Flores
- Nuria Márquez
- Martha Silva
- Kenia Rangel
- Érika Hernández
- Gabriela Leonards
- Katherine Castillo
- Yeisi Fuentes
- Jill Aguilera
- Caroline Springer
- Cloey Uddenberg
- Iyanla Bailey-Williams
- Dionte Delpeche
- Areka Hooper
- Annesta Richards
- Kitanna Richards
- Kristiane Wyllie
- Denella Creese
- Amy Banarsie
- Rowena Ondaan
- Katoucha Patra
- Naomi Piqué
- Kadine Delphin
- Liana Hinds
- Cecily Stoute

Autoreti
- Shadwa Richardson (a favore del Porto Rico)
- Ianisha Carty (a favore del Porto Rico)
- Alyssa Yard (a favore dell'El Salvador)

- Yarisleidy Mena (a favore di Haiti)
- Tamoy Phillips (a favore della Giamaica)
- Britney Stoute (a favore della Guyana)

- Rowena Ondaan (a favore del Messico)
- Kitanna Richards (a favore delle Isole Vergini Britanniche)